# حکم (فیلم ۱۹۴۶)
حکم (انگلیسی: The Verdict) فیلمی در ژانر جنایی و درام به کارگردانی دن سیگل است که در سال ۱۹۴۶ منتشر شد.

## بازیگران
- سیدنی گرین‌استریت
- پیتر لوری
- آرتور شیلدز
- کریتن هالی
- ایان ولف
- جوآن لورینگ
- لئو وایت
- جیمی اوبری
- مورتون لاوری
- هربرت اوانس
- فرانک هاگنی
- کرافورد کنت
- سی. مانتگیو شا